# إيلي داغر (مخرج لبناني)
إيلي داغر هو مخرج وكاتب سيناريو وفنان لبناني معروف بفيلمه القصير موجات 98 Waves '98 آخر أفلامه فيلمه الطويل الأول البحر أمامكم (بالانجليزية: The Sea Ahead) الذي عُرض لأول مرة في مهرجان كان السينمائي 2021.

## النشأة
تخرج إيلي من كلية جولدسميث في عام 2009 حيث حصل على درجة الماجستير في ثقافات الفن والإعلام. حصل في السابق على درجة البكالوريوس في فنون الجرافيك والرسوم التوضيحية وكذلك بكالوريوس في الرسوم المتحركة من الأكاديمية اللبنانية للفنون الجميلة في لبنان.

## حياة مهنية
فاز فيلم داغر موجات 98 بجائزة السعفة الذهبية للفيلم القصير في مهرجان كان السينمائي 2015، ليصبح أول فيلم لبناني يحصل على الجائزة.
أكمل داغر في شباط / فبراير 2020 تصوير فيلمه الروائي الأول البحر أمامكم مع انتهاء مرحلة ما بعد الإنتاج بعد عام واحد في آذار / مارس 2021 بسبب الأزمة الاقتصادية المدمرة في بيروت، وأزمة كوفيد وانفجار ميناء بيروت الذي أوقف عملية النشر الإنتاج لمدة شهرين.  عُرض الفيلم لأول مرة في مهرجان كان السينمائي في أسبوع المخرجين الثالث والخمسين.

## الأفلام
- موجات 98 (قصير)، 2015
- البحر أمامكم، 2021

## روابط خارجية
- [http://www.imdb.com/name/nm4742199/ Ely Dagher

] في قاعدة بيانات الأفلام على الإنترنت
قالب:Short Film Palme d'Or Winners